# سول میلیتیا
سول میلیتیا (به انگلیسی: Soul Militia) گروه اهل استونی است. نام قبلی آنها تو ایکس ال بود
آنها در سال ۲۰۰۱ به ممراه تانل پادار و دیو بنتون از طرف کشور استونی در مسابقه یوروویژن شرکت کردند و برنده شد.